# Caractéristiques physiques attribuées au Bouddha

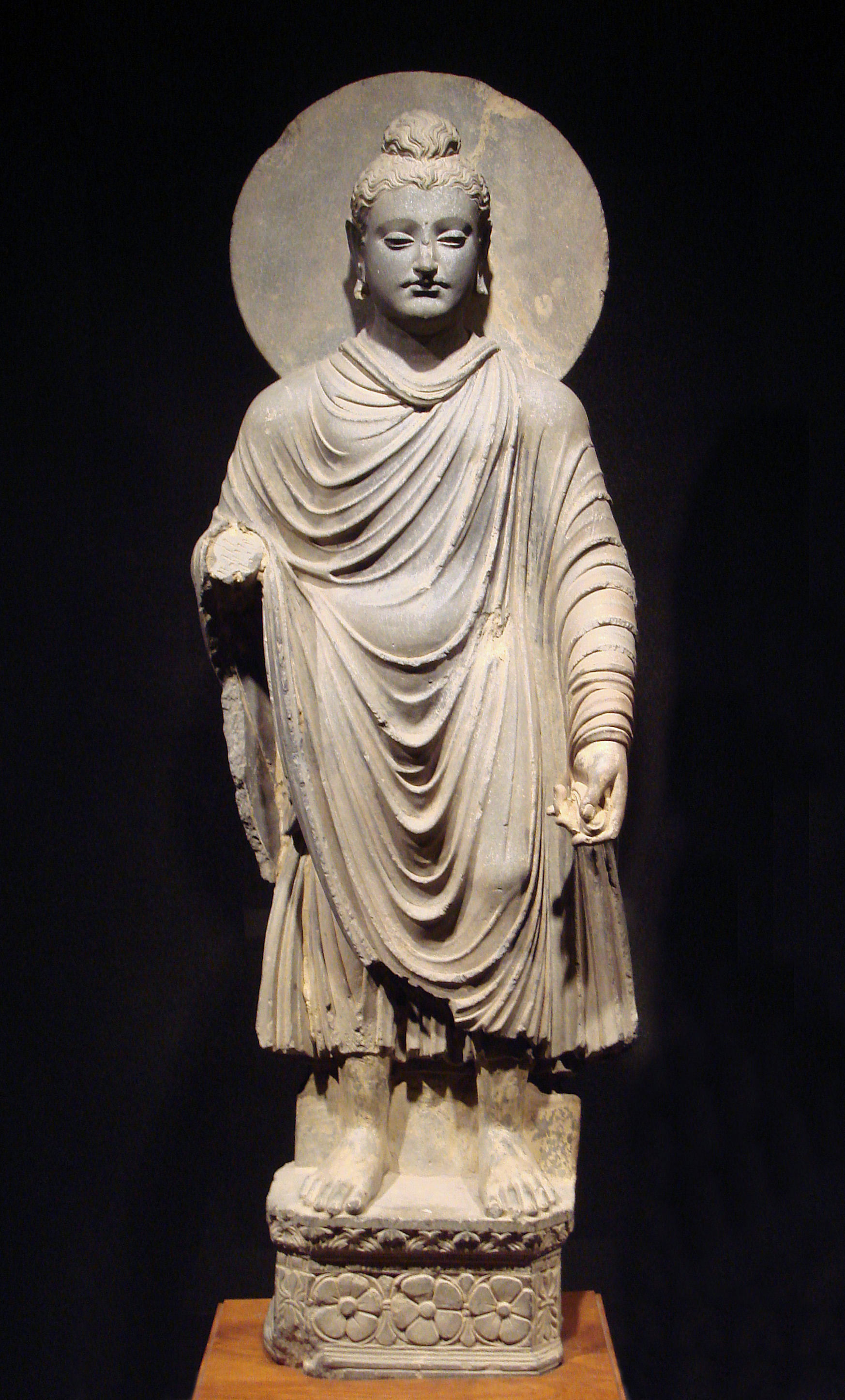
Une des premières représentations du Bouddha, avec la tête entourée d'une auréole. Art gréco-bouddhique du Gandhara, Ier siècle ou IIe siècle.

Les caractéristiques physiques attribuées au Bouddha (en sanskrit lakṣaṇa (en), « signe, attribut ») sont une série de caractéristiques du corps du bouddha Siddhartha Gautama.
Il n'y a pas de représentations du Bouddha dans l'art bouddhique jusqu'aux environs du IIe siècle, en partie en raison de l'importance de l'aniconisme dans la première période des bas-reliefs et de la statuaire de la dévotion bouddhiste. Mais on trouve dans un certain nombre des premiers textes du bouddhisme des descriptions de l'apparence du Bouddha, et ces textes ont probablement servi de modèle pour les premières représentations, et en particulier, les « trente-deux signes d'un grand homme » (sanskrit: mahã-puruṣa-lakṣaṇa) présentés dans le Canon Pali. Cette liste de trente-deux marques majeures est complétée par une série de quatre-vingts autres caractéristiques secondaires (Pali : Anubyanjana). 
Dans le bouddhisme mahâyâna, ces marques sont présentes sur le nirmāṇakāya (le corps physique du Bouddha) mais aussi sur le sambhogakāya (le corps de félicité).

## Période initiale
La première phase du bouddhisme était généralement aniconique, le Bouddha étant représenté sous forme de symboles tels qu'une empreinte de pied, un siège vide, un cheval sans cavalier ou un parasol. Plus tard, des traditions iconiques se sont développées dans les régions du Gandhara (aujourd'hui la région de Kandahar, en Afghanistan) et celle de Mathura, où l'on a trouvé les premières statues de Bouddha, dont la facture est imprégnée d'art gréco-bouddhique,. Certaines des caractéristiques ont joué un rôle important dans l'iconographie des bouddhas, en particulier l'ūrṇā et l'ushnīsha et le corps moulé par le vêtement; on rencontre souvent aussi les roues sur la paume des mains ou la plante des pieds, ainsi que l'auréole qui entoure la tête ou le corps du Bouddha.

## Les trente-deux signes du Grand Homme

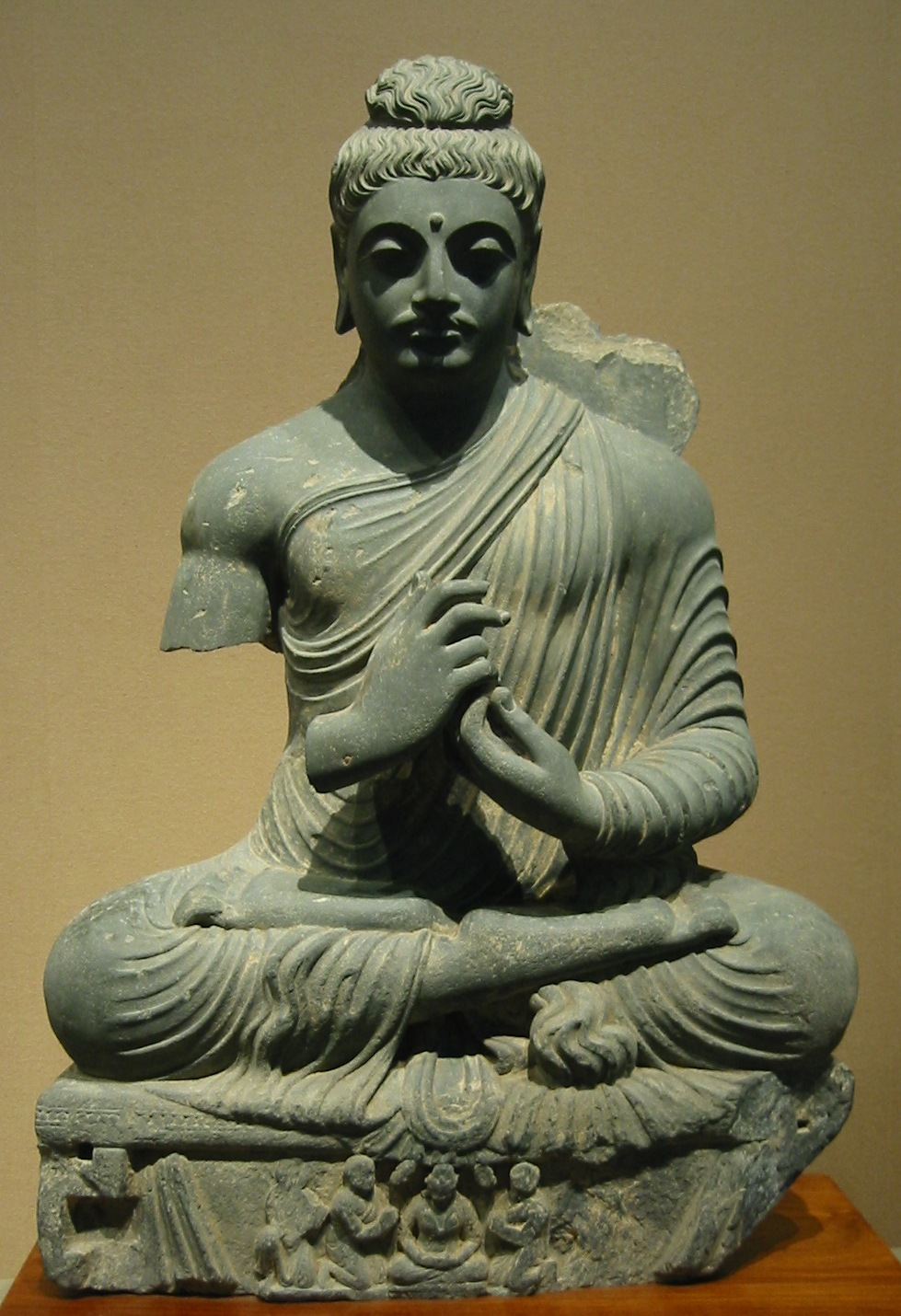
Bouddha, art du Gandhara, Ier siècle ou IIe siècle. Le vêtement est moulé dans les vêtements.

Le Bouddha est traditionnellement considéré comme possédant les trente-deux caractéristiques d'un grand homme (Skt. Mahāpuruṣa Laksana),, tout comme, par ailleurs, les chakravartin, qui incarnent le roi universel idéal,. Ces marques sont également énumérées dans le Brahmāyu Sutta du Majjhima Nikāya, le Mahāpadānasutta ainsi que le Lalitavistarasūtra.

### Les trente-deux caractéristiques majeures
Les listes varient passablement de l'une à l'autre. Celle qui suit est donc une liste parmi d'autres possibles,,.
1. Les deux pieds au même niveau
2. Une roue à mille rayons sur la plante des pieds et la paume des mains
3. Des doigts et des orteils longs
4. Des mains et des pieds souples
5. Les orteils et les doigts finement palmés
6. Des talons saillants
7. Le coup-de-pied arqué
8. Les mollets comme ceux d'un cerf royal
9. Les paumes des mains atteignent les genoux
10. Organe mâle caché
11. Hauteur et longueur des bras égaux
12. Poils gracieux et bouclés
13. Une peau dorée
14. Une auréole de dix pieds autour de lui
15. La peau douce
16. La plante des pieds, la paume des mains et le cou formant de belles courbes
17. La racine des poils foncée
18. Les aisselles bien remplies
19. Le torse comme celui d'un lion
20. Le corps droit
21. Les épaules larges et rondes
22. Quarante dents
23. Quatre canines d'un blanc pur
24. Les dents blanches et bien disposées
25. La mâchoire comme celle d'un lion
26. Une salive qui rehausse le goût des aliments
27. La langue longue et large
28. La voix profonde et retentissante
29. Les yeux bleu foncé
30. Les cils comme ceux d'un taureau royal
31. Un Urna, petit cercle entre les sourcils
32. La présence de l'Ushnisha, une protubérance sur la tête.

## Les 80 caractéristiques mineures

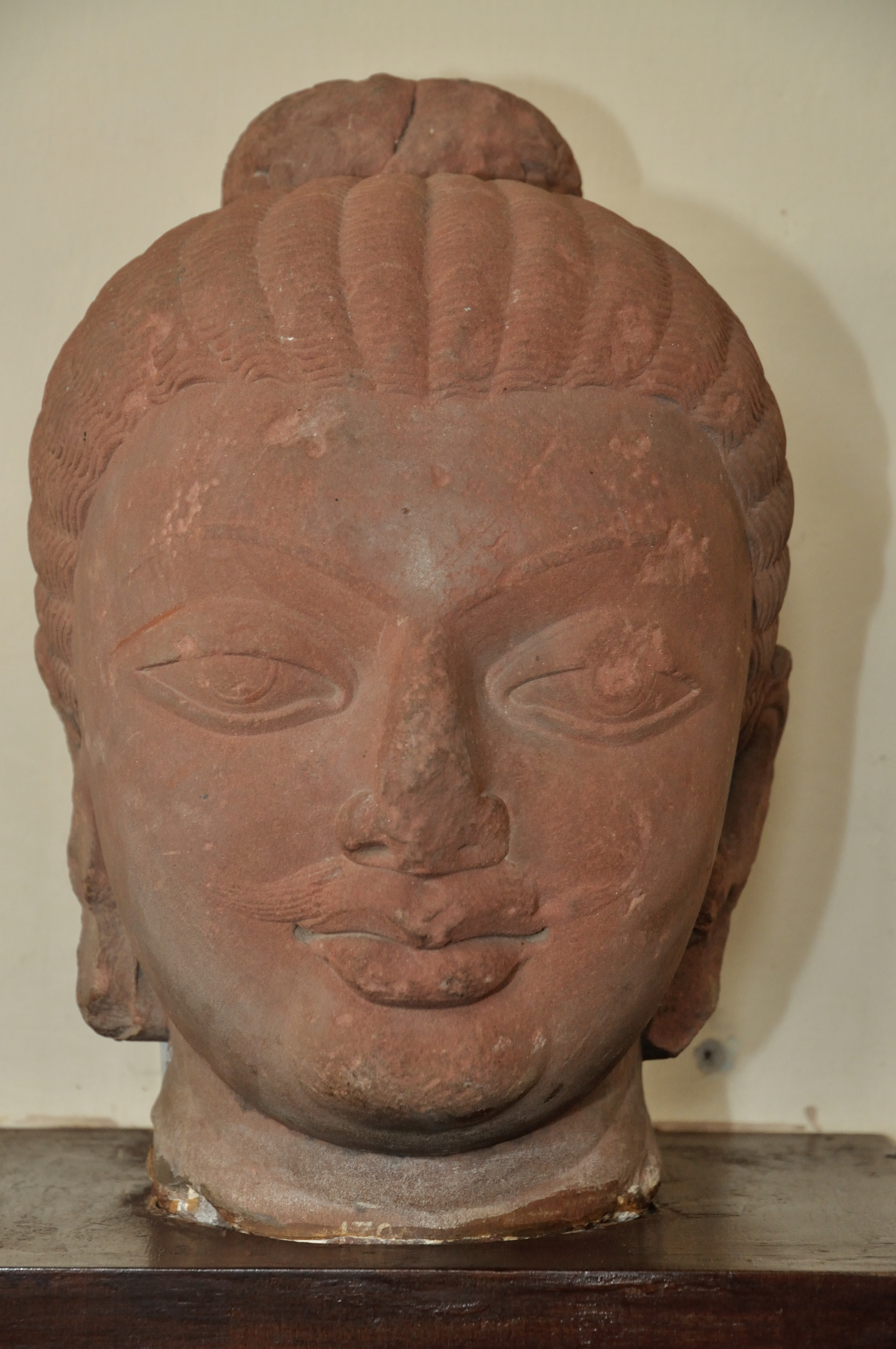
Tête de bouddha avec l'ushnisha. Période Gupta., Inde.

Les quatre-vingts caractéristiques mineures du Bouddha sont connues car leur liste figurent un certain nombre de fois dans les agamas du canon bouddhiste chinois. Selon le chercheur Guang Xing, les quatre-vingt marques mineures sont liées aux trente-deux grandes marques et constituent simplement une description plus détaillée des caractéristiques corporelles du Bouddha. Dans l'Abhidharma Mahāvibhāṣa Sastra de l'école des Sarvastivadin se pose la question de la relation entre les marques majeures et mineures, et il y est dit que les marques mineures comptent parmi les marques majeures, sans pour autant être mélangées avec elles, tout comme des fleurs dans la forêt permettent de distinguer les arbres. Ces quatre-vingts caractéristiques mineures sont également devenues importantes, car elles ont été adoptées par les traditions bouddhistes, y compris les deux traditions Mahāyāna et Theravada. Dans la littérature pali, les quatre-vingts caractéristiques mineures figurent dans l’Apadāna (en) et le Milindapañha. Certains chercheurs pensent que les quatre-vingts caractéristiques mineures sont un développement précoce dans la tradition bouddhiste, surtout importantes dans l'école Sarvastivada. 

### Les quatre-vingts caractéristiques mineures
La liste des quatre-vingts caractères mineures est en partie redondante.

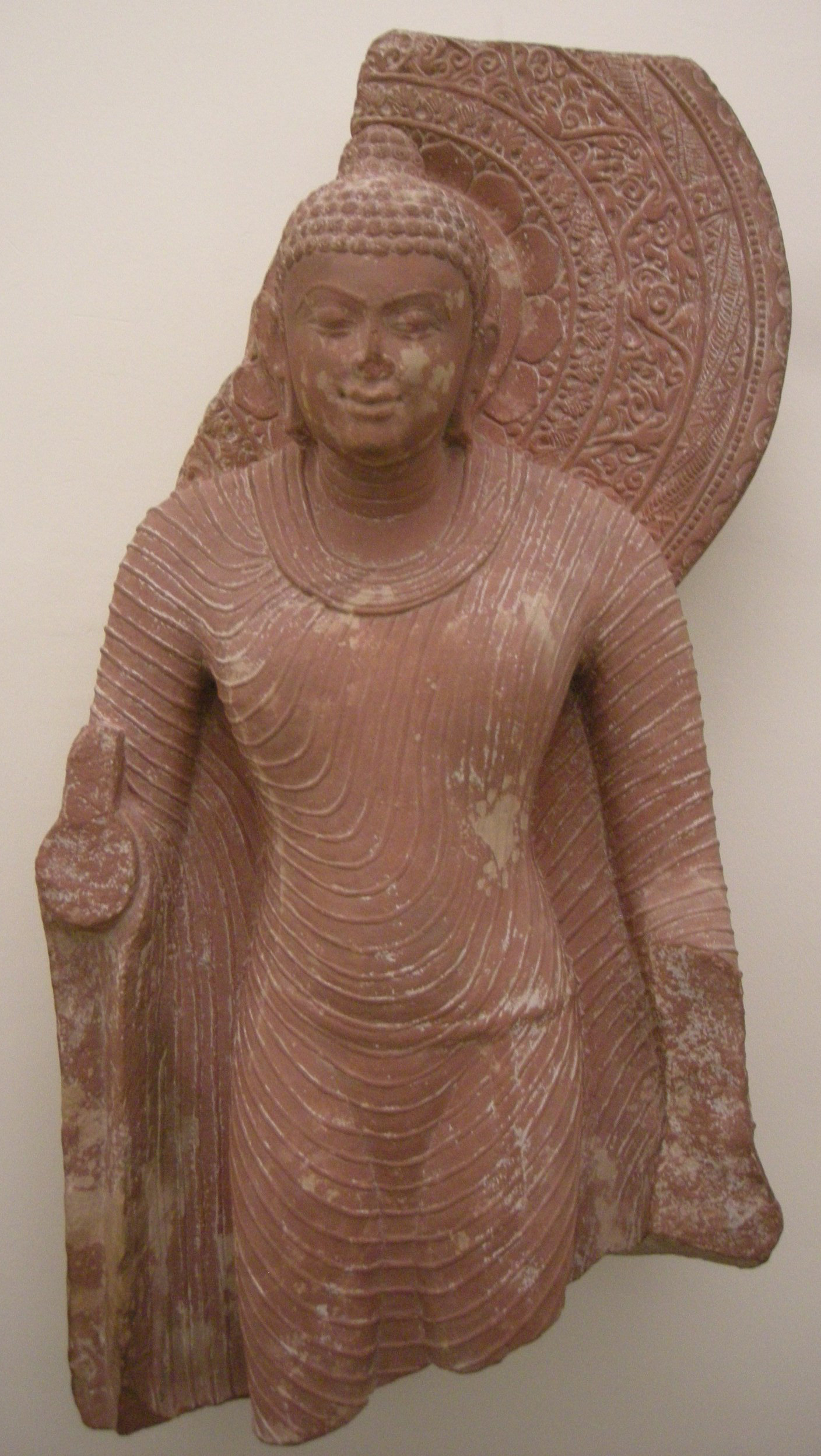
Sculpture du Bouddha. Le vêtement moule le corps, et la tête est auréolée. Mathura, Inde,.

1. Il a de beaux doigts et de beaux orteils.
2. Il a des doigts et des orteils bien proportionnés.
3. Il a des doigts et des orteils en forme de tube.
4. Ses ongles des pieds et des mains ont une teinte rosée.
5. Ses ongles des pieds et des mains sont légèrement retroussés à la pointe.
6. Ses ongles des pieds et des mains sont lisses et arrondis, sans stries.
7. Ses chevilles et ses poignets sont arrondis et sans bosses.
8. Ses pieds sont de longueur égale.
9. Il a une belle allure, comme celle d'un roi-éléphant.
10. Il a une démarche majestueuse, comme celle d'un roi-lion.
11. Il a une belle allure, comme celle d'un cygne.
12. Il a une démarche majestueuse, comme celle d'un bœuf royal.
13. Son pied droit mène la marche.
14. Ses genoux n'ont pas les rotules en saillie.
15. Il a le comportement d'un grand homme.
16. Son nombril est sans défaut.
17. Il a un abdomen de forme profonde.
18. Il a des marques dans le sens horaire sur l'abdomen.
19. Ses cuisses sont arrondies comme des gerbes de bananes.
20. Ses bras sont en forme de trompe d'éléphant.
21. Les lignes sur les paumes de ses mains ont une teinte rosée.
22. Sa peau est l'épaisseur qui convient.
23. Sa peau est sans rides.
24. Son corps est impeccable en haut comme en bas.
25. Son corps est sans tache et sans bosse.
26. Son corps est absolument exempt d'impuretés.
27. Il a la force de 10 000 millions d'éléphants ou de un million de millions d'hommes.
28. Il a un nez en saillie.
29. Son nez est bien proportionné.
30. Ses lèvres supérieure et inférieure sont égales en taille et ont une teinte rosée.
31. Ses dents sont sans tache et sans plaque.
32. Ses dents sont longues comme des conques polies.
33. Ses dents sont lisses et sans stries.
34. Ses cinq organes des sens sont sans défaut.
35. Ses quatre canines sont claires et arrondies.
36. Son visage est long et beau.
37. Ses joues sont radieuses.
38. Les lignes sur ses paumes sont profondes.
39. Les lignes sur ses paumes sont longues.
40. Les lignes sur ses paumes sont droites.
41. Les lignes sur ses paumes ont une teinte rosée.
42. De son corps émane un halo de lumière s'étendant à deux mètres autour de lui.
43. Les fossettes de ses joues sont bien arrondies et lisses.
44. Ses paupières sont bien proportionnées.
45. Les cinq nerfs de ses yeux sont sans défaut.
46. La pointe de ses poils n'est ni courbée ni pliée.
47. Il a une langue arrondie.
48. Sa langue est douce et a une teinte rosée.
49. Ses oreilles sont longues comme des pétales de lotus.
50. Ses trous d'oreille sont joliment arrondis.
51. Ses nerfs et ses tendons ne ressortent pas.
52. Ses nerfs et ses tendons sont profondément enfoncés dans la chair.
53. Son chignon est comme une couronne.
54. Son front est bien proportionné en longueur et en largeur.
55. Son front est arrondi et beau.
56. Ses sourcils sont arqués.
57. Les poils de ses sourcils sont fins.
58. Les poils de ses sourcils sont plats.
59. Il a de grands sourcils.
60. Ses sourcils atteignent le coin extérieur de ses yeux.
61. Sa peau est fine sur tout son corps.
62. Son corps entier a des signes abondants de bonne fortune.
63. Son corps est toujours rayonnant.
64. Son corps est toujours frais comme une fleur de lotus.
65. Son corps est extrêmement sensible au toucher.
66. Son corps a le parfum du bois de santal.
67. Ses poils sont de même longueur.
68. Il a les poils fins.
69. Il respire toujours bien.
70. Sa bouche a toujours un beau sourire.
71. Sa bouche a le parfum d'une fleur de lotus.
72. Ses cheveux sont foncés.
73. Ses cheveux sont fortement parfumés.
74. Ses cheveux ont le parfum d'un lotus blanc.
75. Il a les cheveux frisés.
76. Ses cheveux ne grisonnent pas.
77. Il a les cheveux fins.
78. Ses cheveux sont démêlés.
79. Ses cheveux ont de longues boucles.
80. Il a un chignon comme s'il était couronné d'une guirlande de fleurs royales.

## Autres représentations
Certains ont noté que, dans au moins deux discours du Canon Pali, le Bouddha peut être interprété comme étant chauve, comme si sa tête avait été rasée.

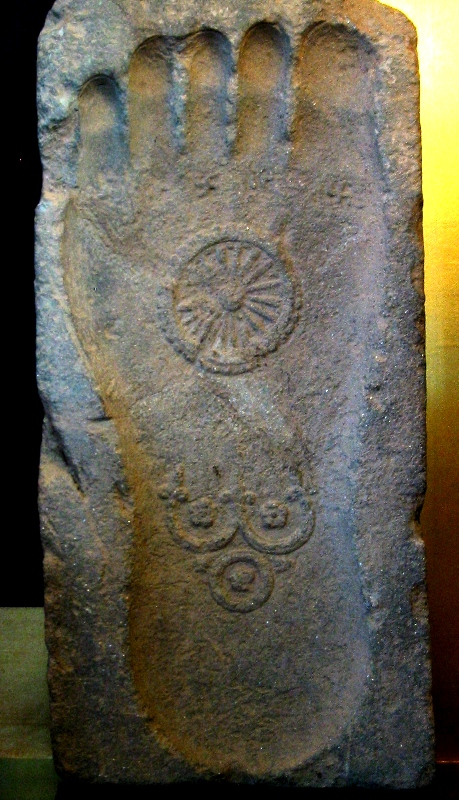
Empreinte de pied du Bouddha, avec la roue à mille rayons. Ier siècle, Gandhara.